# Liphistius pusohm
Liphistius pusohm is een spinnensoort uit de familie Liphistiidae. De soort komt voor in Thailand.